# Atentado de Kabul de marzo de 2018
El atentado suicida de Kabul de marzo de 2018 se produjo el 21 de marzo de 2018 en Kabul cerca de Kart-e Sakhi, un santuario chiita. El ataque mató a 33 personas y lesionó a más de 58. El grupo militante ISIS se atribuyó la responsabilidad del ataque, según informes de la Agencia de Noticias Amaq.
Kabul había estado en alerta por los ataques durante el año nuevo persa o Nawruz, pero el terrorista aún pudo detonar sus explosivos.

## Atentado
Kabul había estado alerta a los ataques durante la festividad de Nowruz, el Año Nuevo persa. El ataque tuvo lugar en el santuario Sakhi, un lugar frecuentado durante el evento. El santuario había sido objetivo de ataques anteriores; en octubre de 2016, 14 personas murieron durante el festival de Ashura, y 11 personas murieron en una explosión en 2011. Un portavoz del Ministerio del Interior afgano declaró que el atacante se acercó al santuario a pie y que luego se le impidió acercarse al santuario debido a los controles policiales y cuando fue identificado por la policía, detonó los explosivos que llevaba entre un grupo de transeúntes. Al menos 33 personas murieron en la explosión, mientras que más de 65 resultaron heridas, según un comunicado de un portavoz del Ministerio de Salud Pública.

## Reacciones
El portavoz de la fuerza policial de Kabul dijo que se había iniciado una investigación sobre el atentado. Los sobrevivientes afirmaron que el gobierno groseramente subestimó el número real de muertes que ocurrieron en la explosión.
Poco después del ataque, Hanif Atmar, asesor de Seguridad Nacional de Afganistán, fue entrevistado sobre la estrategia del país para combatir el extremismo por la agencia de noticias alemana Deutsche Welle, que condenó el ataque y destacó que Occidente y el país comparten "una amenaza común". El Ministerio de Asuntos Exteriores de la India condenó el ataque "inhumano y bárbaro" y ofreció prestar la asistencia necesaria a Afganistán. Tadamichi Yamamoto, Representante Especial del Secretario General de la ONU para Afganistán y jefe de la Misión de Asistencia de la ONU en Afganistán, condenó enérgicamente el atentado suicida y calificó los ataques como "injustificables". El embajador de Estados Unidos en Afganistán, John R. Bass, también condenó el ataque en una declaración que afirmaba que "... [él] estaba profundamente entristecido por el vergonzoso ataque cerca de la Universidad de Kabul hoy, al comienzo del nuevo año".
El primer ministro de Pakistán, Shahid Khaqan Abbasi, en una reunión con el embajador afgano Hazrat Omar Zakhilwal, condenó la explosión y expresó su pesar por la pérdida de vidas.